# Подільське (Кам'янець-Подільський район)
Поді́льське (до 1963 року — Привороття) — село в Україні, у Староушицькій селищній територіальній громаді Кам'янець-Подільського району Хмельницької області.

## Назва
Історичну назву поселення  Привороття отримало тому, що воно було засноване поблизу воріт, встановлених на шляху при в'їзді у віковічний ліс, що вкривав береги річки Ушиці та її правих приток. Цей старовинний шлях був основним трактом, який зв'язував древнєруські міста Ушицю і Бакоту з іншими містами Галицько-Волинського князівства. А для того щоб виїхати з воріт, покликати треба було когось, щоб відчинив ворота. Коли запитували чоловіка: «Куди їдеш ?» він відповідав: «Попри ворота». Звідси і пішла назва Привороття. 
До 1963 року село мало назву Привороття. Після укрупнення територій у Кам'янець-Подільському районі опинилося аж три Привороття. Те, що поблизу Оринина, назву залишили, Привороття біля Гуменців стало Привороттям Другим, а староушицьке Привороття перейменували в Подільське. В основі нової назви села Подільське, лежить історико-географічна назва краю — Поділля.

## Географія
Село Подільське розташоване в горбистій місцевості, яку з півночі на південь пересікає балка, за 40 кілометрів автошляхами від міста Кам'янець-Подільський. По дну балки протікає струмок, що впадає в Жванець (Жванчик), праву притоку Ушиці. Через село проходить шосе Т 2303 Дунаївці-Стара Ушиця.
Село складається з різних районів, які мають свої назви - Граби, Глинка, Провал, Кирнички, Вила, Клин і Циганський яр. В кінці села - зона відпочинку з трьох ставків, кожен з яких має назву - Курячий, Кацапський і Новий.

### Клімат
Подільське знаходяться в межах вологого континентального клімату із теплим літом, у так званому «теплому Поділлі», тут весна настає на 2 тижні раніше. Але діяльність людини досить часто призводить до екоциду, поганих змін та глобального потепління. Рівень наповнення річок водою по області становить лише 20 % від необхідного стандарту, значна частина земної поверхні стає посушливою. Для покращення ситуації варто було б проводити ревайлдинг, відновлювати екосистеми та лісові насадження.

## Історія
Історичній науці село Подільське відоме своїми цінними археологічними пам'ятками, виявленими тут у другій половині XIX століття, київською археологічною експедицією. Тут у великій кількості знайдені кам'яні знаряддя праці, посуд, виготовлені людиною розвинутої трипільської культури, що населяла Середнє Подністров'я 5 тисяч років тому. Біля Подільського досліджено також руїни поселення періоду Київської Русі. Мабуть, з того часу й існує село.
Перша документальна згадка про Привороття сягає 1386 року. Тоді подільські князі Костянтин і Федір Коріятовичі дали якомусь Немирі грамоту на право володіння Бакотою, Привороттям та іншими сусідніми селами. Після загарбання західного Поділля шляхетською Річю Посполитою Привороття було королівською власністю, а з кінця XVIII століття до скасування кріпосного права — казенним маєтком.
У 1807 році село разом із сусіднім Рункошевим подарували на 12 років генерал-майору Бистремові, який передав свої права Когутовському. 
На початку ХІХ століття з казених земель було виділено частку для Подільського архієрейського дому, на якій в 1814 році з'явилося духовне училище. Про його заснування є легенда, мовляв, на Поділлі жив єпископ Іоанікій. Одного разу він вирішив проїхатись на ревізію парафій. Пустився в напрямку Привороття, й біля одного з ярів коні зноровилися й понесли карету з архієреєм, мов навіжені. Той, звісно, з перестраху почав молитися Богу, давши обітницю на місці, де коні зупиняться, збудувати церкву. Зупинка коней співпала із Привороттям. Легенда підтверджується історичним фактом: дійсно, єпископ Подільський і Брацлавський Іоанікій в 1814 році заснував у Приворотті п'ятикласне духовне чоловіче училище, випускники якого мали право бути дяками або учителями церковно-парафіяльних шкіл, та пожертвував на найбідніших учнів 5000 рублів. З духовного училища вийшло чимало діячів української культури, Української революції 1917-1921 років - це Михайло Корчинський - державний секретар уряду УНР, Федір Сумневич - губернський комісар Волині, Федір Шумлянський - один із редакторів Великого українсько словника.
У 1882 році для заможніх селян відкрили початкову школу, а через 5 років - школу для дівчат і церковно-приходську.
В 1905 році поруч існувало окреме село «Приворотський Яр», також в цьому році зафіксовано дві православних церкви у селі.
Внаслідок поразки визвольних змагань на початку XX століття, село надовго окуповане російсько-більшовицькими загарбниками.
Радянська окупація принесла колективізацію та розкуркулення, мешканці села зазнали репресій.
У 1924 році з'явилася 7-річна школа, через 10 років - середня школа.
В 1932–1933 селяни села пережили жахливі події — Голодомор.
У 1944 році тут організували спеціальний дитбудинок для дітей. Після завершення Другої світової війни у 1946—1947 роках село вчергове пережило голод.
З 1963 року перейменоване на Подільське.
В радянські часи в селі розташовувався колгосп «Зоря», тоді площа орної землі була — 1,2 тис. гектарів. У господарстві вирощували зернові та технічні культури, мали розвинуте молочнотоварне тваринництво, вівчарство. В той час у селі була середня школа, клуб, бібліотека, фельдшерсько-акушерський пункт.
З 1991 року в складі незалежної України.
Подільська ЗОШ навчальний заклад - єдиний в того часному районі, який вдалося добудувати і відкрити за часи незалежності, в 2006 році. 2-поверхова школа має все для навчання й виховання - просторі класи, сучасні меблі, великий спортзал та актову залу.
У 2007 році в Подільському відкрили ДНЗ Барвінок.
7 вересня 2017 року шляхом об'єднання сільських рад село увійшло до складу Староушицької селищної громади. Об'єднання в громаду має створити умови для формування ефективної і відповідальної місцевої влади, яка зможе забезпечити комфортне та безпечне середовище для проживання людей.

## Населення
За переписом населення України 2001 року в селі мешкало 824 особи.
2018 році в селі мешкало 654 особи.

### Мова
У селі поширені західноподільська говірка та південноподільська говірка, що відносяться до подільського говору, який належить до південно-західного наріччя.
Розподіл населення за рідною мовою за даними перепису 2001 року:
| Мова       | Відсоток |
| ---------- | -------- |
| українська | 96,98 %  |
| молдавська | 2,66 %   |
| російська  | 0,24 %   |
| польська   | 0,12 %   |

## Економіка та інфраструктура
На території сільради функціонують:
- ПОП «Зоря»,
- лісництво,
- відділення зв'язку,
- магазин,
- ФАП,
- філія відділення № 188 Ощадбанку України,
- ЗОШ 1-3 ступ.,
- Будинок культури,
- бібліотека,
- медпункт.

## Відомі люди

### Уродженці
- Білкун Микола Васильович — український прозаїк, письменник-фантаст.
- Кукуруза Сергій Васильович — український і казахський художник-графік.
- Міхалевський Віталій Цезарійович — поет-романтик.
- Король Валерій — журналіст.
- Герасименко Ганна — українська вишивальниця.

### Проживали
- Шипович Іван Омелянович (1857—1936) — подільський краєзнавець, священик, педагог. З 23 жовтня 1883 року — був викладачем Закону Божого в Приворотському духовному училищі.

## Охорона природи
Село лежить у межах національного природного парку «Подільські Товтри».